# Ole Didrik Blomberg
Ole Didrik Blomberg (Bergen, 12 giugno 2000) è un calciatore norvegese, centrocampista del Bodø/Glimt.

## Carriera
Ha iniziato a giocare a calcio nello Gneist nelle serie minori del campionato norvegese, per poi passare nel 2020 all'Åsane, in terza divisione.
Nel 2020 è stato acquistato dal Brann con cui ha debuttato in Eliteserien il 4 ottobre 2020 nell'incontro perso 2-1 contro il Molde. Il 13 gennaio 2025 è passato a titolo definitivo al Bodø/Glimt, altro club di prima divisione.

## Statistiche

### Presenze e reti nei club
Statistiche aggiornate al 10 aprile 2025.
| Stagione        | Squadra         | Campionato      | Campionato | Campionato | Coppe nazionali | Coppe nazionali | Coppe nazionali | Coppe continentali | Coppe continentali | Coppe continentali | Altre coppe | Altre coppe | Altre coppe | Totale | Totale | Totale |
| Stagione        | Squadra         | Comp            | Pres       | Reti       | Comp            | Pres            | Reti            | Comp               | Pres               | Reti               | Comp        | Pres        | Reti        | Pres   | Reti   |        |
| --------------- | --------------- | --------------- | ---------- | ---------- | --------------- | --------------- | --------------- | ------------------ | ------------------ | ------------------ | ----------- | ----------- | ----------- | ------ | ------ | ------ |
| 2016            | Gneist          | 3D              | 2          | 0          | CN              | 0               | 0               | -                  | -                  | -                  | -           | -           | -           | 2      | 0      |        |
| 2017            | Gneist          | 4D              | 5          | 2          | CN              | 0               | 0               | -                  | -                  | -                  | -           | -           | -           | 5      | 2      |        |
| 2018            | Gneist          | 4D              | 6          | 7          | CN              | 0               | 0               | -                  | -                  | -                  | -           | -           | -           | 6      | 7      |        |
| 2019            | Åsane           | 2D              | 23+2       | 1+0        | CN              | 0               | 0               | -                  | -                  | -                  | -           | -           | -           | 25     | 1      |        |
| 2020            | Åsane           | 1D              | 15         | 1          | CN              | 0               | 0               | -                  | -                  | -                  | -           | -           | -           | 15     | 1      |        |
| 2020            | Brann           | ES              | 8          | 0          | CN              | 0               | 0               | -                  | -                  | -                  | -           | -           | -           | 8      | 0      |        |
| 2021            | Brann           | ES              | 15+1       | 0          | CN              | 1               | 0               | -                  | -                  | -                  | -           | -           | -           | 17     | 0      |        |
| 2022            | Brann           | 1D              | 27         | 5          | CN              | 5               | 1               | -                  | -                  | -                  | -           | -           | -           | 32     | 6      |        |
| 2023            | Brann           | ES              | 17         | 1          | CN              | 3               | 1               | UECL               | 6                  | 0                  | -           | -           | -           | 26     | 2      |        |
| 2024            | Brann           | ES              | 25         | 3          | CN              | 1               | 0               | -                  | -                  | -                  | -           | -           | -           | 31     | 3      |        |
| 2025            | Bodø/Glimt      | ES              | 2          | 0          | CN              | 0               | 0               | UEL                | 5                  | 0                  | -           | -           | -           | 2      | 0      |        |
| Totale carriera | Totale carriera | Totale carriera | 148        | 20         |                 | 10              | 2               |                    | 11                 | 0                  |             | -           | -           | 169    | 22     |        |

## Palmarès

### Club

#### Competizioni nazionali
- 1. divisjon: 1

Brann: 2022
- Norgesmesterskapet: 1

Brann: 2022-2023